# Chantal Willers
Chantal Willers (* 6. Januar 1990) ist eine deutsche Fußballspielerin. Die Mittelfeldspielerin spielte zuletzt in Potsdam für den FSV Babelsberg 74.

## Werdegang
Chantal Willers spielte ab 2006 in der zweiten Mannschaft des 1. FFC Turbine Potsdam. Im Sommer 2009 wechselte sie zum Bundesliga-Aufsteiger Tennis Borussia Berlin, stieg jedoch mit dem Team nach 21 Einsätzen am Saisonende ab. Es folgten jeweils zwei Jahre beim Berliner Zweitligisten 1. FC Lübars, mit dem sie zweimal am DFB-Pokal teilnahm und bei den Potsdamer Kickers.
Zuletzt spielte Willers beim FSV Babelsberg 74, mit dem sie den Brandenburger Landespokal gewann und im Finale gegen Eintracht Miersdorf/Zeuthen den Führungstreffer zum 1:0 erzielte. Durch den 3:1-Erfolg qualifizierte sich ihr Verein erstmals selbst für den DFB-Pokal.

## Erfolge
- Brandenburger Landespokal: 2013 (Potsdamer Kickers), 2015 (FSV Babelsberg 74)